# Häxprocessen i North Berwick

North Berwick Witches

Häxprocessen i North Berwick var en häxprocess som ägde rum i North Berwick i Skottland mellan 1590 och 1592. Den tillhör de mest välkända häxprocesserna på de brittiska öarna. 
Omkring sjuttio personer blev anklagade för att ha orsakat stormar på havet för att förhindra kung Jakob VI av Skottlands brud Anna av Danmark från att kunna ta sig till Skottland. Den följde på Häxprocessen i Köpenhamn, som samtidigt ägde rum och där häxorna på andra sidan havet anklagades för sin del i stormen. 
Processen började när Geillis Duncan greps misstänkt för häxeri och sedan torterades till att medge att hon hade deltagit i ett möte av häxor som framkallat storm från stranden utöver havet. Hon torterades sedan att ange sina medbrottslingar, som sedan greps och förhördes i sin tur. Flera av de anklagade utfrågades av kungen själv, som intresserade sig för fallet. 